# Payson (Utah)
Payson ist eine Stadt im Utah County im US-Bundesstaat Utah, Vereinigte Staaten, mit 21.101 Einwohnern (Stand: Volkszählung 2020). Das Stadtgebiet hat eine Größe von 22,5 km².
Payson ist Teil der Metropolregion Provo-Orem, eines Gebiets mit ca. 527.000 Einwohnern (Stand: 2010).
Die ersten Siedler ließen sich im Jahr 1850 in Payson nieder, es waren Angehörige der Mormonen. Ursprünglich hieß dieser Ort Peteetneet Creek, benannt nach dem ortsansässigen Häuptling Peteetneet der Ute-Indianer. Die Umbenennung erfolgte später durch Brigham Young, einen Kirchenführer der Mormonen, der der erste Gouverneur des Utah-Territoriums war. Die offizielle Stadtgründung erfolgte am 21. Januar 1853. Im Jahr 1872 wurde das Payson Tabernacle, ein kirchliches Bauwerk, das aber auch als Versammlungsort der Gemeinde genutzt werden konnte, durch Wilford Woodruff eingeweiht. Ein Jahr später wurde eine Highschool in Payson gegründet und im Jahr 1883 wurde ein Opernhaus errichtet. In den letzten Jahren des 19. Jahrhunderts existierte in Payson ein Unternehmen, das Zuggeschirre für Pferde herstellte. Von 1913 bis 1926 wurden im Gebiet von Payson Zuckerrüben verarbeitet.
Seit 2009 wird die Verwaltung von Payson durch den Bürgermeister Rick Moore geleitet. Er war der erste sogenannte write-in candidate (ein Kandidat, dessen Name nicht auf dem Stimmzettel vorgedruckt war), der im Bundesstaat Utah eine Bürgermeisterwahl gegen einen amtierenden Amtsinhaber gewann. Der Bürgermeister sowie die ihn unterstützenden fünf Mitglieder des City Council werden für eine Amtszeit von vier Jahren gewählt.

## Verkehr
Payson ist durch die Interstate 15, die durch das Stadtgebiet führt, mit dem US-amerikanischen Fernstraßensystem verbunden.
Der nächste Verkehrsflughafen ist der ca. 19 km nördlich des Stadtgebietes gelegene Regionalflughafen Provo Municipal Airport.

## Kultur und Sehenswürdigkeiten
Im Juli findet jährlich in Payson die Veranstaltung Scottish Festival and Highland Games statt.
Das Peteetneet Museum and Cultural Arts Center befindet sich im ehemaligen Schulgebäude von 1901. Vor dem Museum ist ein Standbild des Häuptlings Peteetneet zu sehen. Im Museum werden Exponate zur Geschichte des Ortes ausgestellt.

## Persönlichkeiten
- Jewel Kilcher (* 1974), Sängerin und Schauspielerin, wurde in Payson geboren.
- Don Bluth (* 1937), Regisseur, Produzent und Drehbuchautor, wuchs in Payson auf.